# Bonnie Pointer

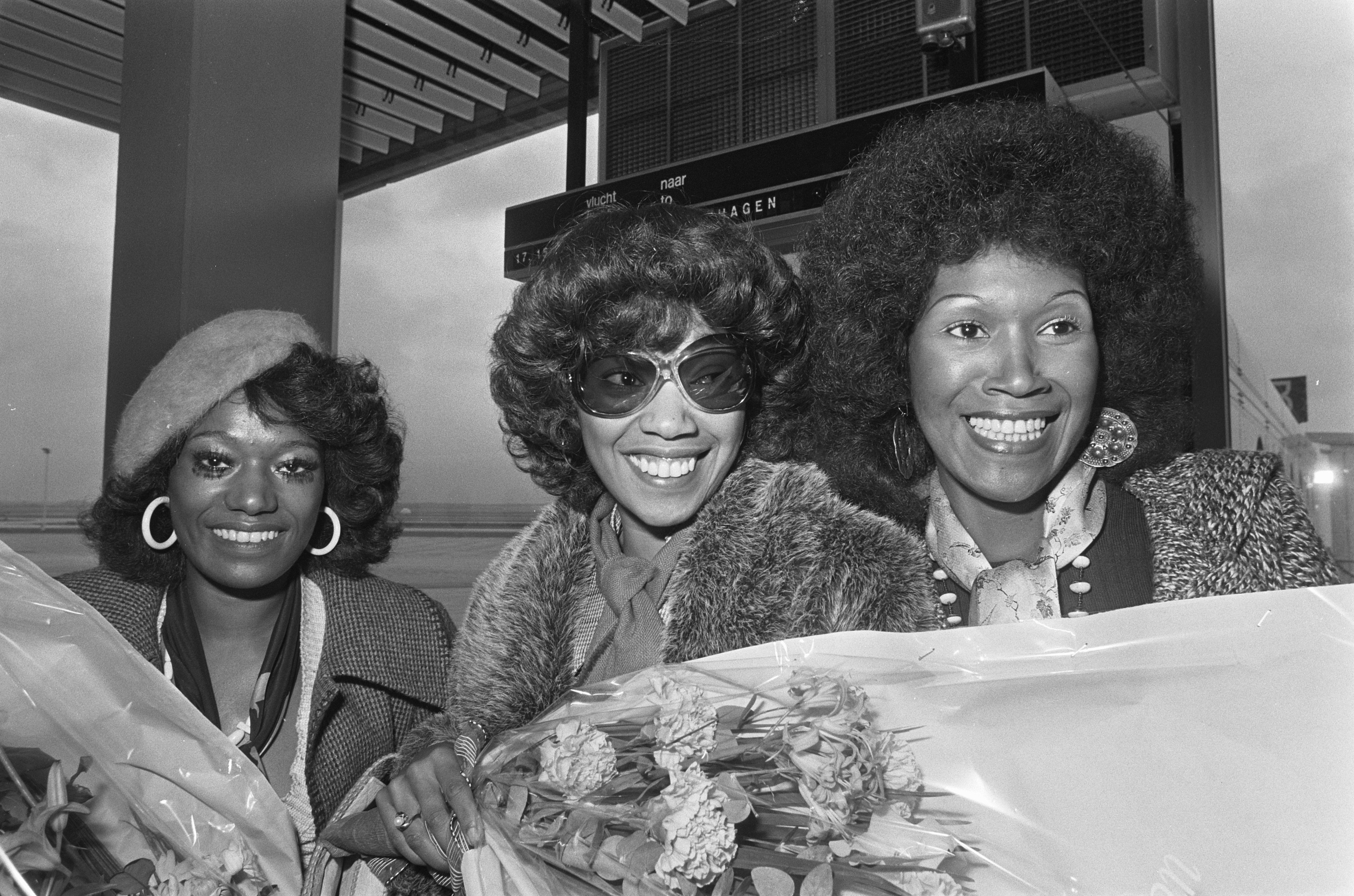
The Pointer Sisters (1974), links Bonnie Pointer

Bonnie Pointer (* 11. Juli 1950 in East Oakland, Kalifornien; † 8. Juni 2020 in Los Angeles) war eine US-amerikanische Sängerin. Sie wurde als Teil der Gruppe The Pointer Sisters bekannt.
Bonnie Pointer gründete 1969 mit ihrer Schwester June ein Gesangsduo. Später kamen zwei weitere Schwestern dazu, Anita und Ruth; sie bildeten zusammen die Gruppe The Pointer Sisters. Die vier Schwestern traten im Jahr 1971 auf, um zunächst als Nostalgie-Act zwischen 40er-Jahre-Jazz, Dixieland und Big Band, Funk, R&B und Country große Erfolge zu sammeln. Das Quartett gewann 1974 einen Grammy für den Country-Song Fairytale; den Song hatte Bonnie mit ihrer Schwester June geschrieben. Dieser Hit verhalf The Pointer Sisters dazu, als afroamerikanische Band in der bekannten Country-Show Grand Ole Opry aufzutreten.
Bonnie Pointer nahm insgesamt fünf Alben mit ihren Schwestern auf, bevor sie 1978 aus der Gruppe ausstieg, um künftig Solo-Platten aufzunehmen. Sie unterzeichnete einen Vertrag bei Motown und veröffentlichte 1978 und 1979 zwei Alben, die schlicht Bonnie Pointer heißen. Die Single Heaven Must Have Sent You (USA # 11, R&B # 52) war ein großer Hit, insbesondere in den Diskotheken der USA. Streitigkeiten mit ihrer Plattenfirma verhinderten in den folgenden Jahren weitere Erfolge.
Erst 1984 erlebte Bonnie Pointer ein bescheidenes Comeback. Das Plattenlabel Private I verpflichtete sie für das Album If the Price Is Right. Die LP enthält vor allem High-Energy- und Disco-Stücke. Mit der Single Your Touch hatte sie einen kleinen Hit in den US-R&B-Charts (# 35). Im selben Jahr steuerte sie die Songs Heaven und The Beast in Me (1985, R&B # 87) zum Soundtrack des Tanz-Epos Heavenly Bodies bei. Da ihr kein größerer Erfolg gelang, verschwand Bonnie Pointer wieder aus der Musikbranche.
In den 1990er-Jahren trat sie gelegentlich wieder auf – unter anderem mit ihren Schwestern. So war sie 1994 anwesend, als die Pointer Sisters einen Stern auf dem Walk of Fame in Hollywood erhielten. Ferner war sie oft Gast bei zahlreichen amerikanischen Gay-Pride-Veranstaltungen.
2020 starb Bonnie Pointer im Alter von 69 Jahren an einem Herzinfarkt.